# 雪月
雪月（法語：Nivôse）是法国共和曆的第四个月，也是全年唯一在非星期五和星期十使用矿物对日期进行命名的月份，没有遵循其他月份使用植物相关事物进行命名的规则。
雪月一般（对于某些年份有一两天的差异）对应于格里高利历的12月21日至1月19日，同时它也大致涵盖了太阳穿越黄道十二宫摩羯座的时期。雪月的前一個月是霜月，后一個月是雨月。
除此之外，美洲傳統的雪月則是落在二月左右。

## 雪月每日的名稱表
1. 泥炭日
2. 煤日
3. 沥青日
4. 硫磺日
5. 犬日
6. 熔岩日
7. 栽培土日
8. 肥料日
9. 硝石日
10. 连枷日
11. 花岗岩日
12. 黏土日
13. 板岩日
14. 砂岩日
15. 兔日
16. 燧石日
17. 泥灰日
18. 石灰日
19. 大理石日
20. 簸箕日
21. 石膏日
22. 盐日
23. 铁日
24. 铜日
25. 猫日
26. 锡日
27. 铅日
28. 锌日
29. 汞日
30. 筛日